# Jacques Hamel
Jacques Hamel (wym. [ʒak amɛl]; ur. 30 listopada 1930 w Darnétal, w departamencie Sekwana Nadmorska, Francja, zm. 26 lipca 2016 w Saint-Étienne-du-Rouvray) – francuski prezbiter katolicki, ofiara zamachu na północy Francji, Sługa Boży Kościoła katolickiego.

## Życiorys
Urodził się 30 listopada 1930 w Darnétal we Francji. W 1958 został wyświęcony na prezbitera. Po otrzymaniu święceń był wikariuszem w parafii w Sotteville-lès-Rouen (1958–1967), w następnie parafii w Saint-Pierre-lès-Elbeuf (1967–1975) zaś proboszczem był w parafiach w Saint-Pierre-lès-Elbeuf (1975–1988), w parafii w Cléon (1988–2000) oraz w Saint-Étienne-du-Rouvray (2000–2005), gdzie w związku z osiągnięciem 75 roku życia pozostał w parafii jako rezydent.   

### Śmierć i pogrzeb

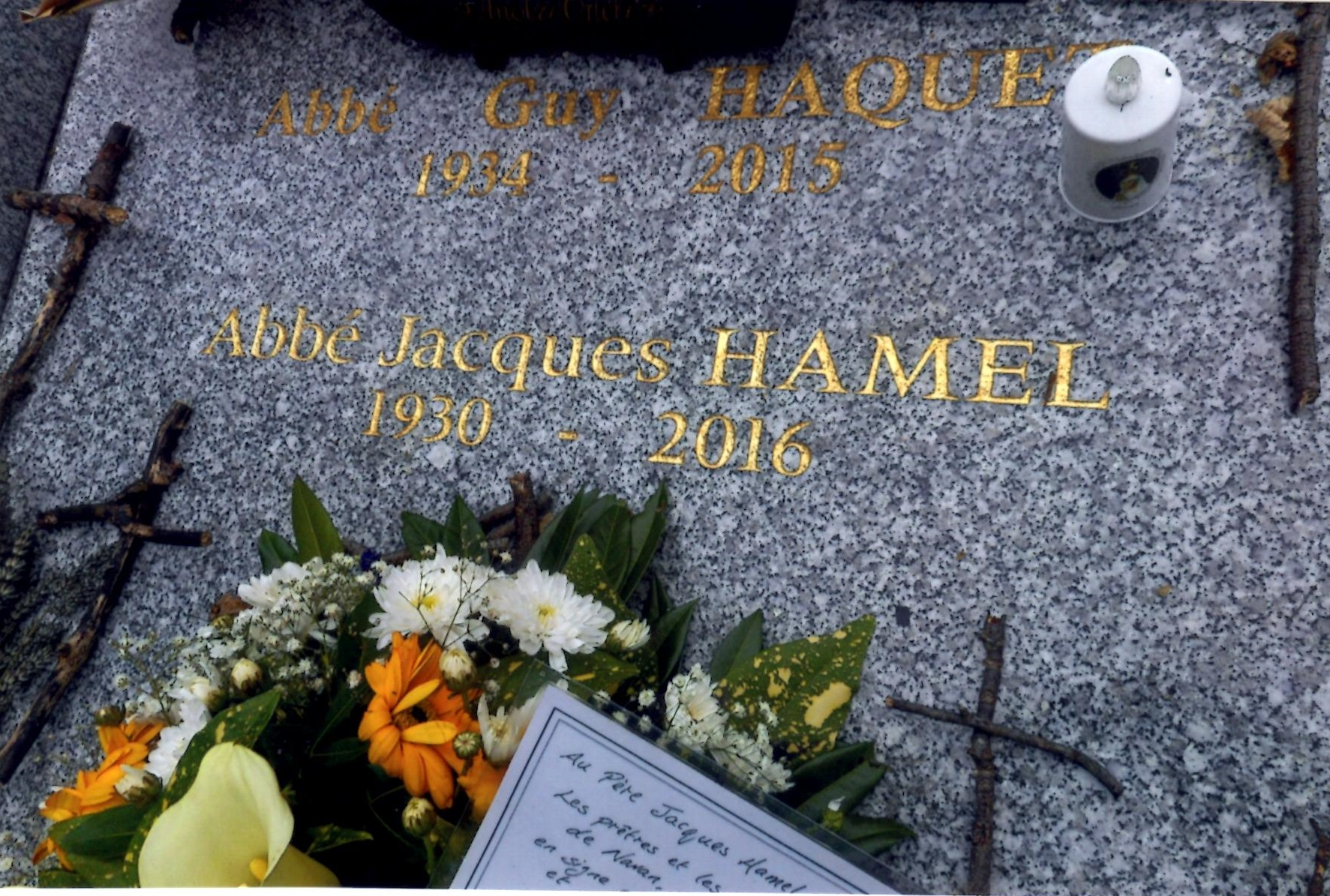
Płyta nagrobkowa ks. Hamela

26 lipca 2016 podczas sprawowania mszy Świętej został brutalnie zamordowany przez sprawców zamachu terrorystycznego. Do zamachu przyznała się salaficka organizacja terrorystyczna ISIS. Jacques Hamel był postrzegany przez lokalną społeczność jako wzór dobroci, „cichej świętości i miłości do ludzi”. Ksiądz Hamel miał znaczny udział w promowaniu dialogu międzyreligijnego. Po śmierci kapłana, lokalny imam oddał mu hołd, w uznaniu jego działań. Pogrzeb Ks. Hamela odbył się 2 sierpnia 2016 został pochowany na miejscowym cmentarzu. 
W sierpniu 2016 Dominique Lebrun, arcybiskup Rouen zadeklarował gotowość, by po upływie przewidzianych w prawie kościelnym pięciu lat od jego śmierci duchownego wszcząć jego proces kanonizacyjny. 14 września 2016 papież Franciszek odprawił za niego mszę w obecności księży z diecezji Rouen z abp. Dominique’iem Lebrunem. Podczas tej mszy na prośbę papieża na ołtarzu ustawiono zdjęcie z wizerunkiem ks. Hamela i na jego prośbę nakazano, aby jego wizerunek był czczony we wszystkich lokalnych kościołach. W 2020 we Francji zakończyło się śledztwo w sprawie zabójstwa księdza.

### Proces beatyfikacyjny
W październiku 2016 papież Franciszek udzielił dyspensy odstępując od prawa mówiącego, iż proces beatyfikacyjny kandydata może rozpocząć się najwcześniej pięć lat od jego śmierci. W kwietniu 2017 biskup diecezji Rouen ogłosił decyzję o rozpoczęciu procesu beatyfikacyjnego o. Jacquesa Hamela.